# Shmuel Safra
Pour les articles homonymes, voir Safra.
Shmuel (Muli) Safra est un professeur et chercheur en informatique théorique, de l'université de Tel Aviv.

## Biographie
Shmuel Safra a obtenu son PhD (Complexity Of Automata On Infinite Objects) à l'institut Weizmann sous la direction de Amir Pnueli en 1990. 
Il a reçu le prestigieux prix Gödel en 2001 avec Sanjeev Arora, Uriel Feige, Shafi Goldwasser, Carsten Lund, László Lovász, Rajeev Motwani, Madhu Sudan et Mario Szegedy pour leur théorème PCP,,.
Il a aussi été le directeur de thèse d'Irit Dinur.

## Travaux
Ses travaux portent principalement sur la théorie de la complexité et les automates. 
En complexité, il est notamment connu pour le théorème PCP et pour des travaux sur les problèmes d'approximation.